# 叢梗藻
叢梗藻（學名：Durvillaea antarctica）俗稱海茸、電話線，為墨角藻目的一種大型可食用褐藻，分布於智利、紐西蘭南部與麥覺理島等地的外海，乾燥體經過切割泡水後成螺旋狀。本種褐藻雖無氣囊，但仍可以蜂窩狀構造漂流，此構造也有助於避免其被較強的海浪損傷。

## 棲地

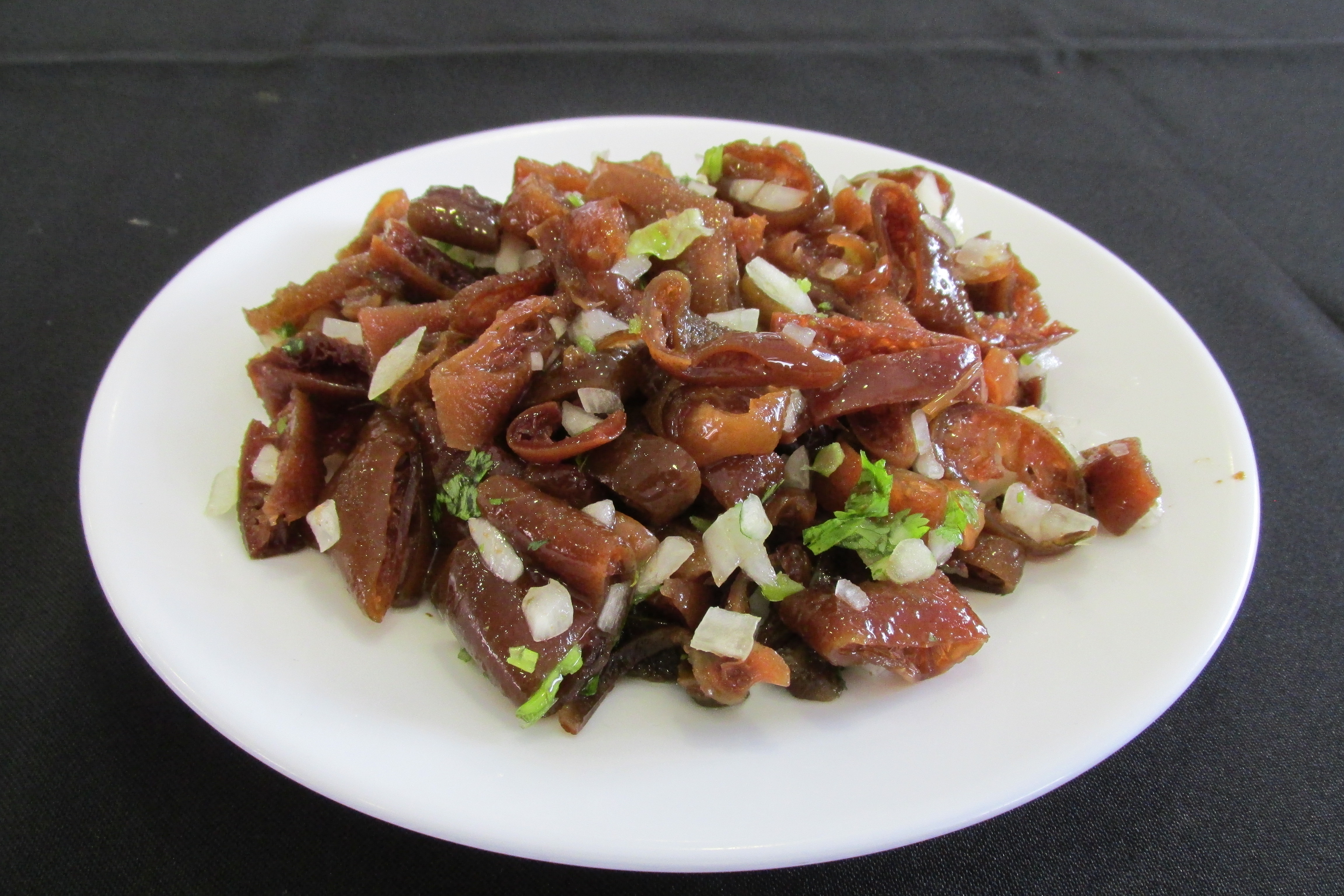
叢梗藻製成的沙拉

南半球冷溫帶至接近極區海域，多年生長於中、低潮帶的礁石上。

## 其他名稱
南極公牛藻；譯自英文southern bull kelp。